# Хоулт (Алабама)
Холт (енгл. Holt) насељено је место без административног статуса у америчкој савезној држави Алабама.

## Демографија
По попису из 2010. године број становника је 3.638, што је 465 (-11,3%) становника мање него 2000. године.
| Група             | 2000.         | 2010.         |
| Белци             | 2.087 (50,9%) | 1.316 (36,2%) |
| Афроамериканци    | 1.930 (47,0%) | 2.009 (55,2%) |
| Азијати           | 1 (0,0%)      | 6 (0,2%)      |
| Хиспаноамериканци | 61 (1,5%)     | 263 (7,2%)    |
| Укупно            | 4.103         | 3.638         |